# Pherusa dubia
Pherusa dubia är en ringmaskart som först beskrevs av Treadwell 1929.  Pherusa dubia ingår i släktet Pherusa och familjen Flabelligeridae. Inga underarter finns listade i Catalogue of Life.